# Císařský den
Císařský den je dnes již tradiční historická slavnost, jež se každoročně koná v Kadani. Kadaňští si tak připomínají návštěvu českého krále a římského císaře Karla IV., ke které v Kadani došlo léta Páně 1367. Hlavní ceremonie je provázena bohatým programem, který je na sklonku dne zakončen ohňostrojem.

## Historie
Idea uspořádat v Kadani historickou slavnost se zrodila v roce 1992. Tehdy se Ing. Vladimír Malý, tajemník Městského úřadu v Kadani, ve spolupráci s doc. Petrem Hlaváčkem, v té době studentem FF UK, rozhodli, že by bylo dobré, aby se v Kadani každoročně konala slavnost upomínající na některou ze slavných událostí kadaňské historie. Po diskusi s ředitelkou Státního okresního archivu Dr. Kateřinou Mertovou se nakonec shodli, že onou událostí by měla být návštěva českého krále a římského císaře Karla IV. v Kadani. Ten Kadaň během svého panování navštívil dokonce dvakrát, a to v letech 1367 a 1374. První ročník Císařského dne, jak byla slavnost nazvána, se konal již onoho roku 1992. První námět a scénář napsala Dr. Kateřina Mertová ve spolupráci se svým kolegou Janem Gažou. Režií byl pověřen klášterecký divadelník Zdeněk Vachata. Hlavními účinkujícími se stali členové divadelního souboru KLAS z Klášterce nad Ohří a Společnost hradu Pravda ze Žatce. Přestože první ročník byl spíše komorní záležitostí, město Kadaň se rozhodlo v pořádání Císařského dne pokračovat. A tak se v roce 1993 konal druhý ročník. Zpracování scénáře a režie se na dlouhých čtrnáct let ujal Pavel „Fugas“ Pilař, vedoucí občanského sdružení Společnosti hradu Pravda ze Žatce.
Císařský den prošel během dalších ročníků rozsáhlým vývojem. Postupným zdokonalováním scénáře, kostýmů a doprovodného programu se z Císařského dne stala historická slavnost celorepublikového významu. Počet účinkujících se oproti začátkům zdesetinásobil. Rozrostl se počet atrakcí a dobových her. Na hlavním kadaňském náměstí se konají historické trhy, parkány kadaňského opevnění ožívají ukázkami řemeslné výroby. Ve Smetanových sadech se dokonce koná velkolepý rytířský turnaj, ve kterém nechybí ani tjost, ukázka královské turnajové disciplíny. Císař Karel IV., kterého až do jubilejního 20. ročníku představoval kadaňský (a klášterecký) divadelní herec Jan Milota, přijíždí do městského centra v čele slavnostního průvodu doprovázen císařovnou, královskou družinou, šlechtici, ozbrojenci, pážaty, církevními hodnostáři a mnohými dalšími. O kostýmy se stará Studio Barrandov. Večerní a noční program odehrávající se na hlavním pódiu na náměstí je osvětlen a ozvučen a hlavní dění je přenášeno na velkoplošnou obrazovku. Slavnost je zakončena vznešenou a povzbudivou řečí císaře Karla, která vrcholí ohňostrojem. Návštěvnost Císařského dne roste každým rokem, jde již o tradiční městskou slavnost, která přispívá k propagaci města a láká návštěvníky z České republiky i zahraničí.